# Erythroneura anfracta
Erythroneura anfracta är en insektsart som beskrevs av Beamer 1929. Erythroneura anfracta ingår i släktet Erythroneura och familjen dvärgstritar. Inga underarter finns listade i Catalogue of Life.